# Kopfeiben
Die Kopfeiben oder Pflaumeneiben (Cephalotaxus) sind die einzige Pflanzengattung der Familie der Kopfeibengewächse (Cephalotaxaceae). Sie enthält etwa elf Arten. Kopfeibe ist die direkte Übersetzung des botanischen Gattungsnamens Cephalotaxus. Die ersten Kopfeiben-Exemplare, es waren Cephalotaxus harringtonia, schickte Philipp Franz von Siebold 1829 von Japan nach Europa (Belgien).

## Beschreibung

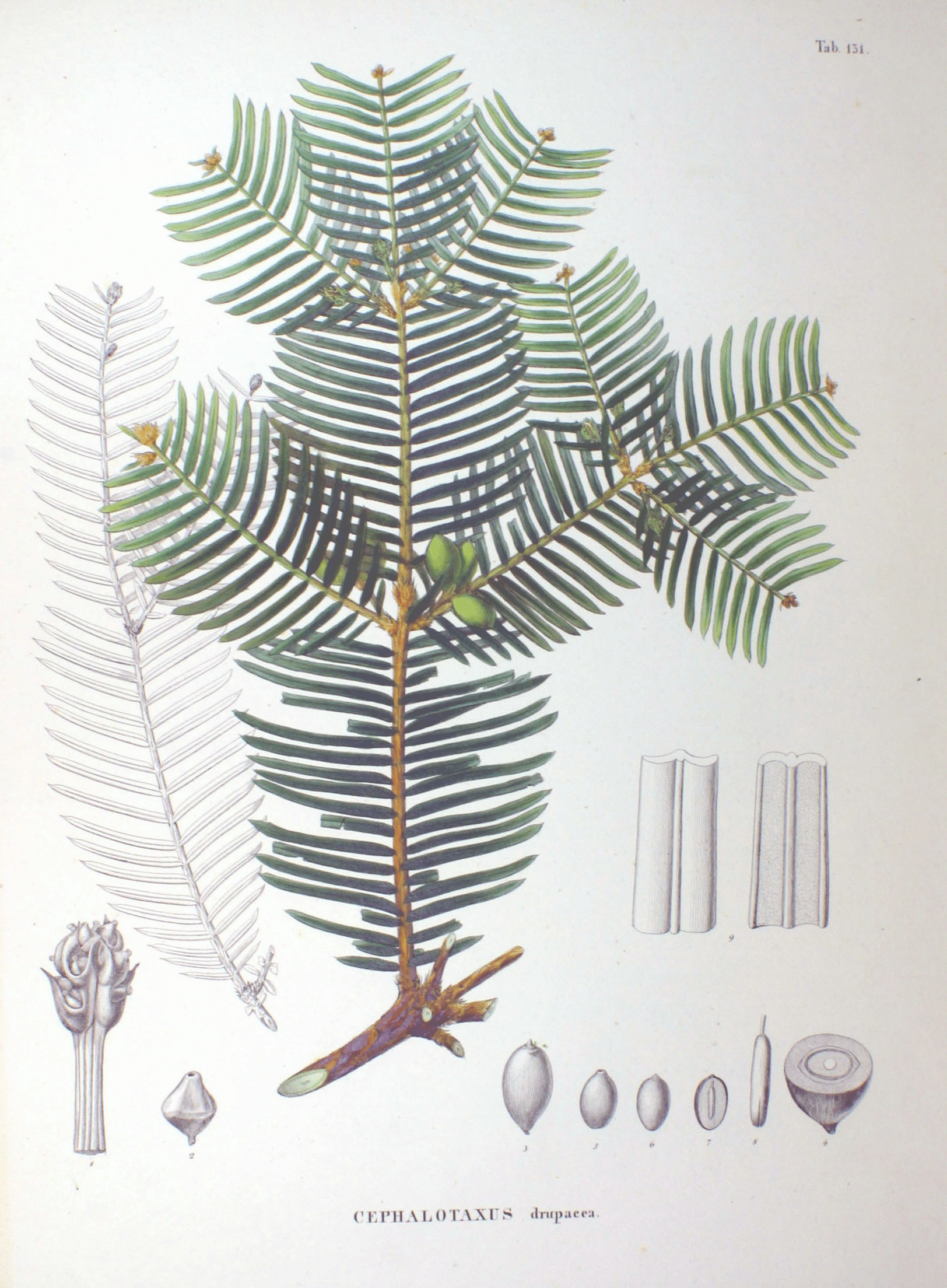
Illustration von Cephalotaxus harringtonia

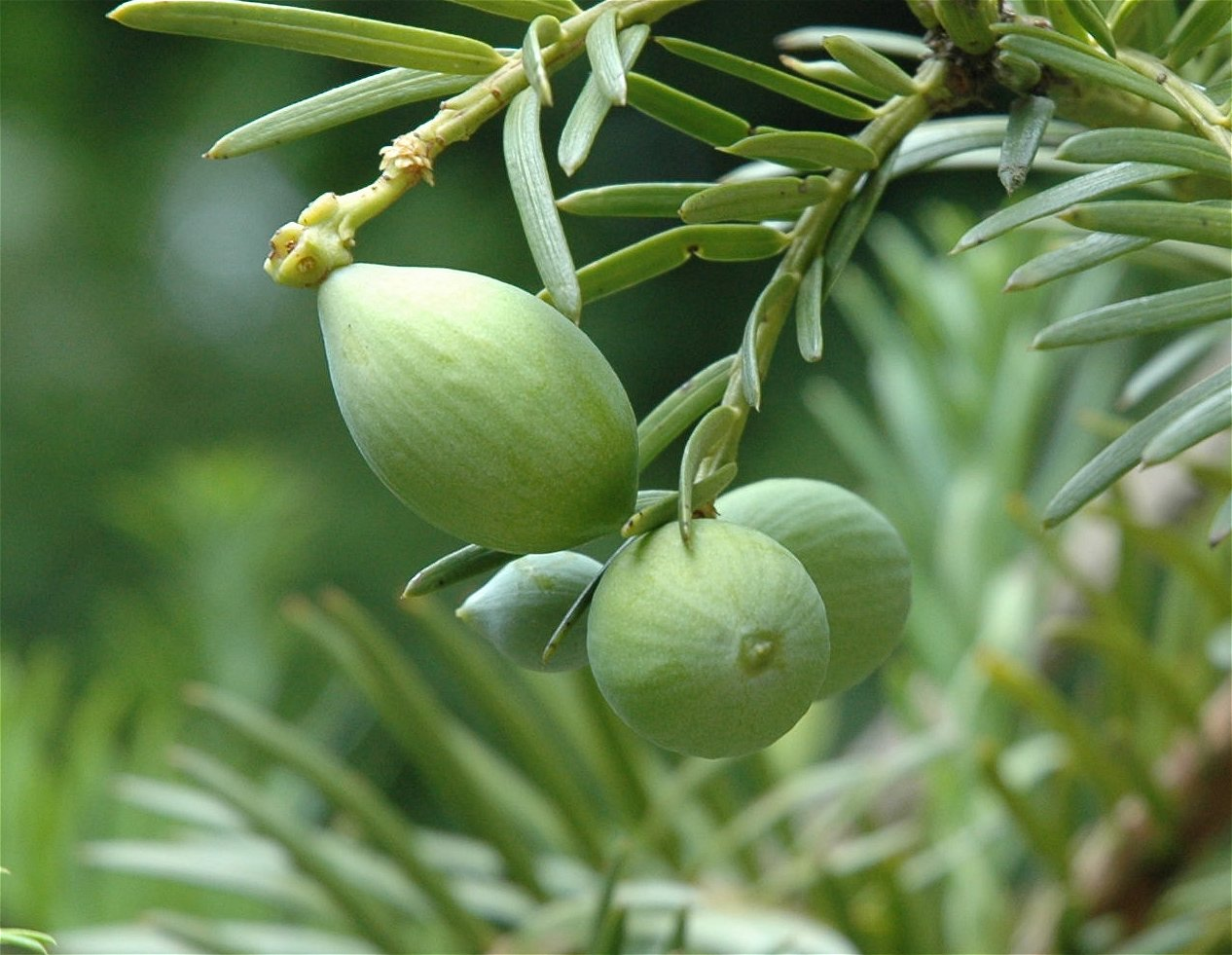
Die vom Arillus vollkommen umhüllten Samen der Japanischen Kopfeibe (Cephalotaxus harringtonia) sind noch nicht reif.

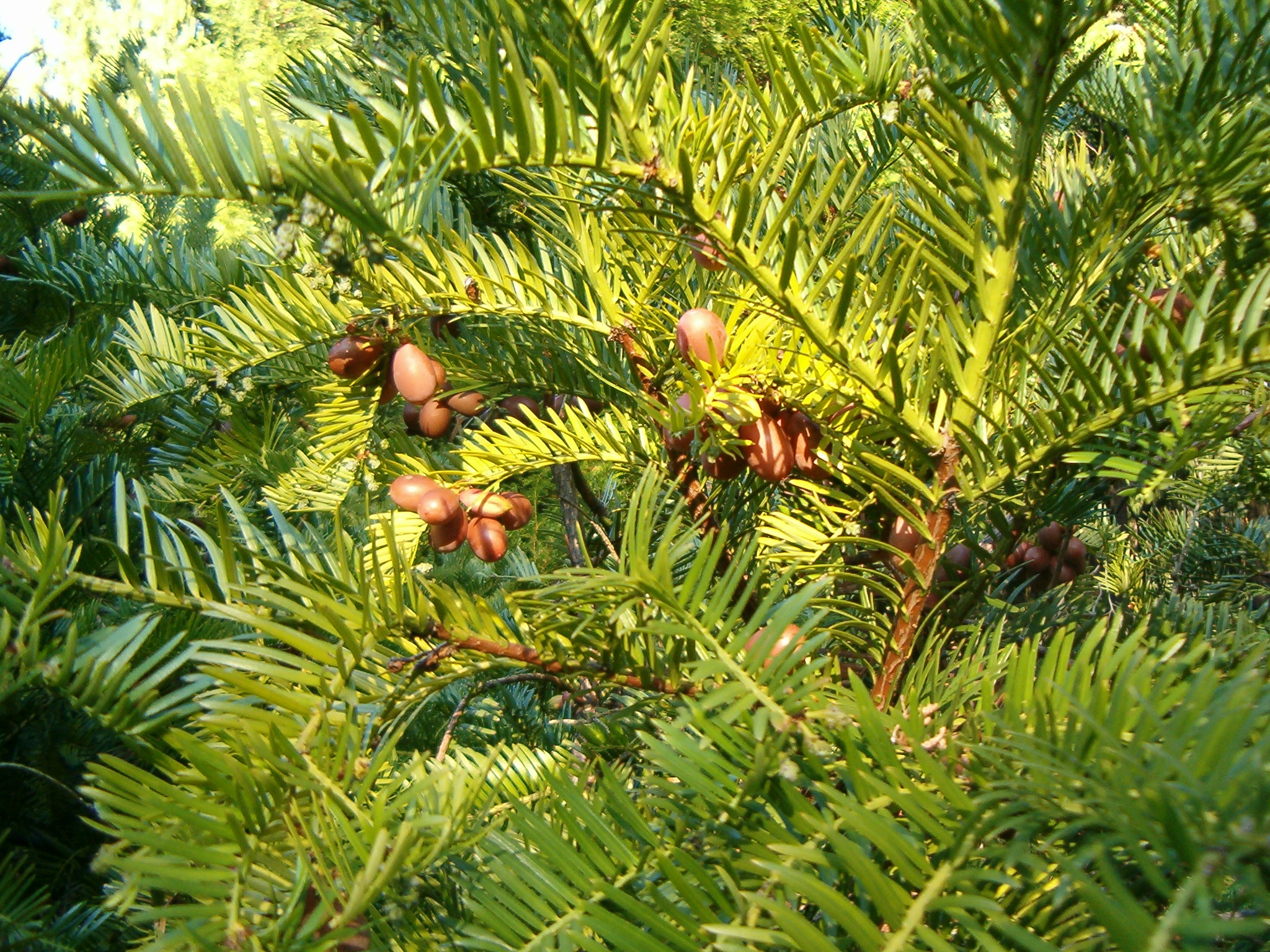
Die vom Arillus vollkommen umhüllten Samen der Japanischen Kopfeibe (Cephalotaxus harringtonia) sind reif.

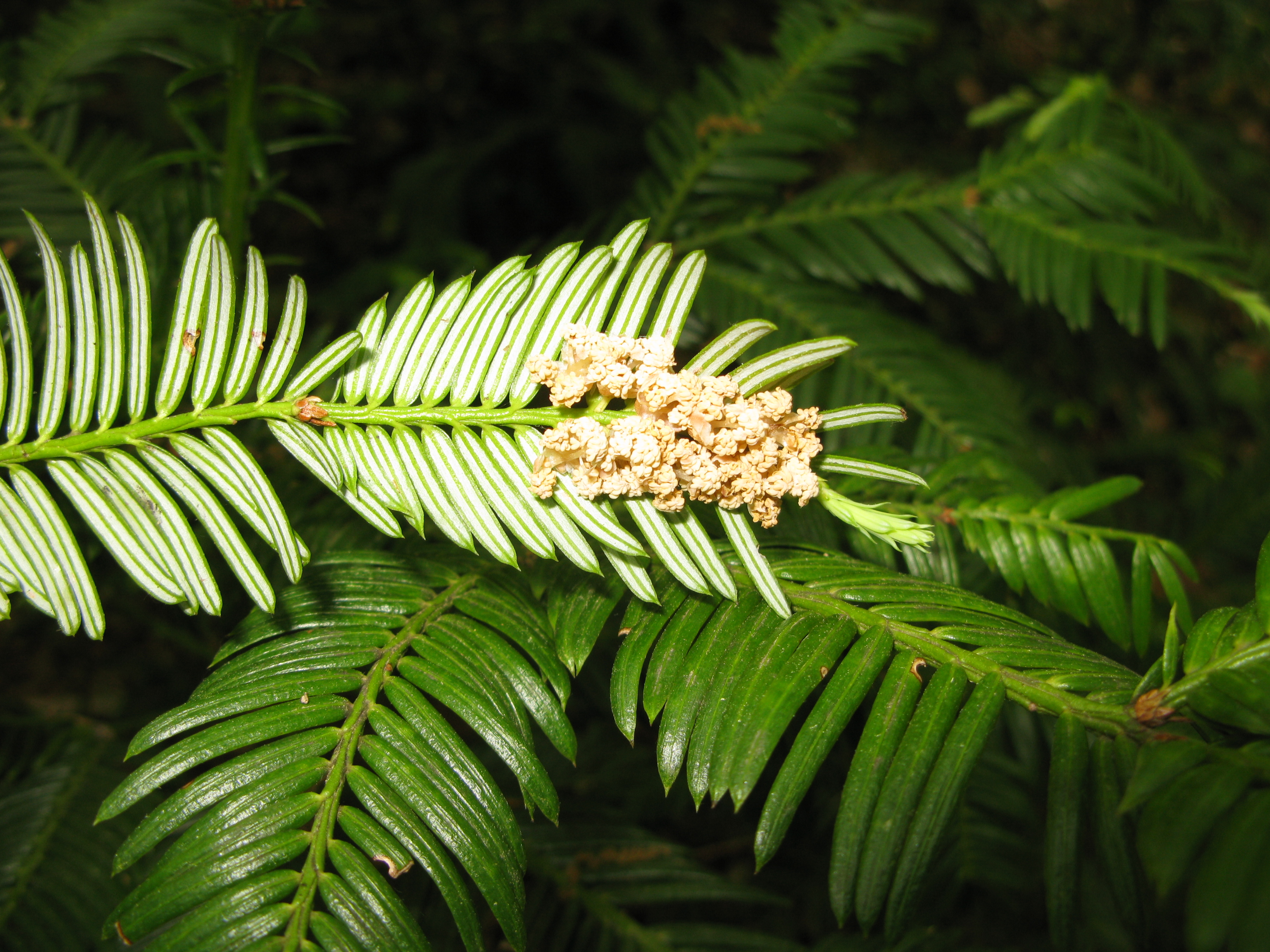
Die männlichen Blüten von Cephalotaxus harringtonia var. nana auf der Zweigunterseite

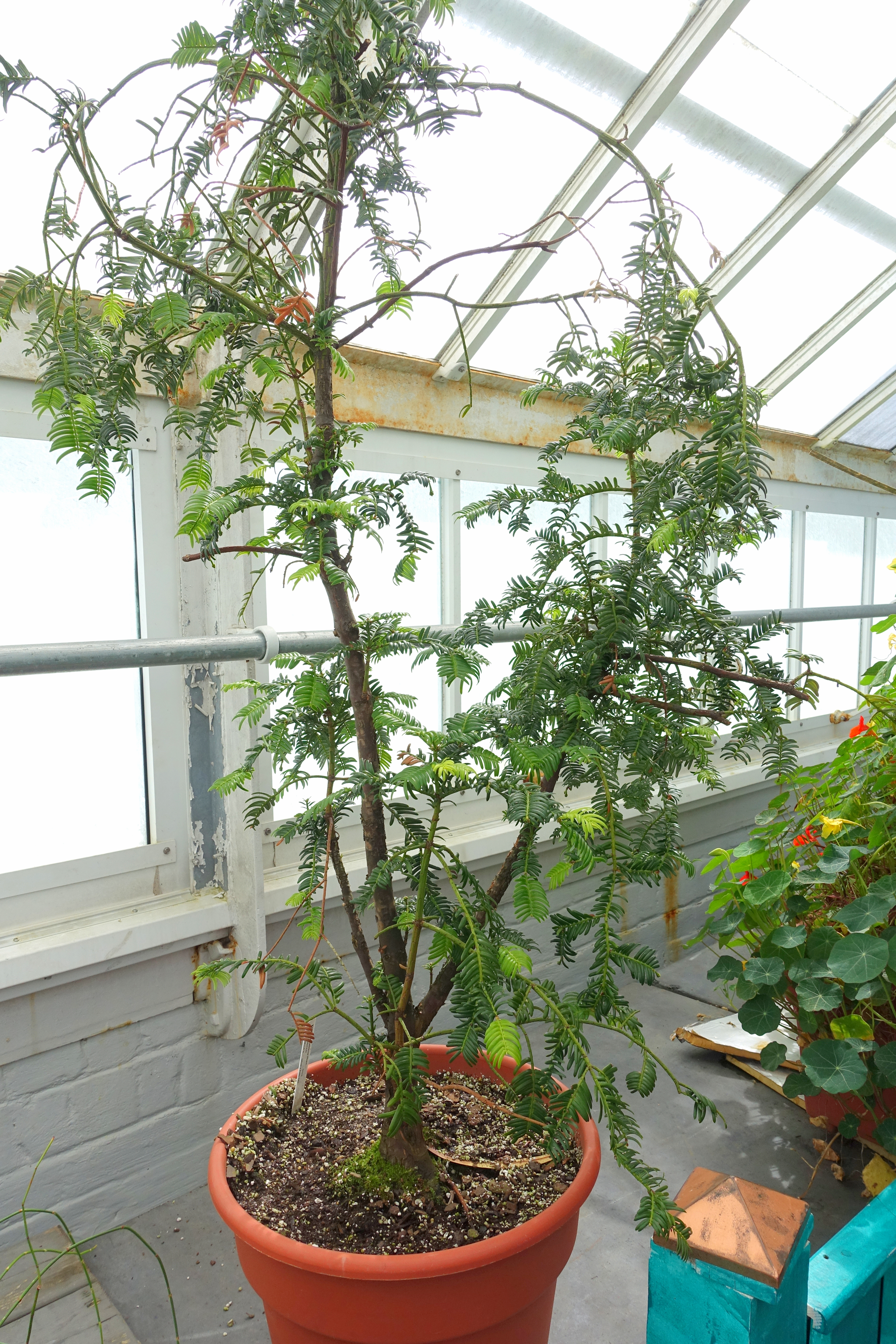
Cephalotaxus oliveri

### Vegetative Merkmale
Die Kopfeiben-Arten wachsen als immergrüne, kleine Bäume oder Sträucher. Die Nadeln sind am Zweig spiralig angeordnet, bei seitlichen Zweigen kann die Benadelung zweizeilig wirken. Auf der Blattunterseite sind deutlich zwei Stomatabänder erkennbar, die jeweils aus 11 bis 24 Reihen Stomata bestehen; sie wirken meist weiß.

### Generative Merkmale
Cephalotaxus-Arten sind meist zweihäusig (diözisch), selten einhäusig (monözisch), getrenntgeschlechtig. Die männlichen Blüten stehen an Zweigen des Vorjahres zu sechst bis acht köpfchenartig zusammen meist auf einem Stiel der meist spiralig mit Schuppen besetzt ist, jeweils über einem mehr oder weniger eiförmigen Hochblatt. Die männlichen zapfenartigen Blüten enthalten 4 bis 16 Mikrosporophylle mit je meist drei (selten zwei oder vier) Pollensäcken. Die Pollenausbreitung erfolgt durch Wind. Die weiblichen Zapfen stehen an relativ langen Stielen an den Zweigenden einzeln oder bis zu sechst (selten bis zu acht) zusammen. In den weiblichen Zapfen stehen kreuzgegenständig mehrere Paare Deckschuppen. Jede Deckschuppe besitzt zwei achselständige, aufrechte Samenanlagen, von denen sich meist nur eine entwickelt. Samenschuppen sind bei ihnen nicht erkennbar. Der Bestäubungstropfen ist relativ groß und lange haltbar.
Sie blühen im Frühjahr und die Samen reifen im folgenden Jahr (darin unterscheiden sie sich von den Eiben (Taxus)).
Die etwa 2 Zentimeter langen Samen sind von einem Samenmantel (Arillus) umgeben. Der pflaumenförmige Arillus ist hellbraun oder grün und besitzt bei einer Länge von etwa 3 Zentimeter eine ovale Form.
Die Keimung ist epigäisch. Die Sämlinge haben zwei Keimblätter (Kotyledonen).

### Chromosomensätze und Inhaltsstoffe
Sie haben mit n = 12 mit die größten Chromosomensätze innerhalb der Coniferales. An Inhaltsstoffen sind Flavonoide, Alkaloide und Tropone zu nennen, beispielsweise Cephalotaxine und Harringtonine.

## Systematik, botanische Geschichte und Verbreitung
Einige Arten wurden früher als Taxus beschrieben. Die Gattung Cephalotaxus wurde 1842 von Philipp Franz von Siebold und Joseph Gerhard Zuccarini in Stephan Ladislaus Endlicher: Genera Plantarum, Supplement 2, Seite 27 aufgestellt. Die Familie Cephalotaxaceae wurde 1907 von Franz Wilhelm Neger in Nadelhölzer, 23, 30 veröffentlicht.
Der Umfang der Familien Taxaceae und Cephalotaxaceae wird diskutiert. Einige Autoren stellen auch Amentotaxus in diese Familie. Bei einigen Autoren gehören drei Gattungen zur Familie Cephalotaxaceae. Andere Autoren stellen Cephalotaxus als sechste Gattung zu den Taxaceae, damit wäre Cephalotaxaceae nur ein Synonym von Taxaceae.
Cephalotaxus-Arten sind in ihrer Verbreitung auf Asien beschränkt. Sechs bis sieben Arten sind in China heimisch. Außerdem sind Kopfeiben auch in Korea, Japan, Burma, Laos, Vietnam, Malaysia und Indien vertreten.
Kopfeiben-Arten präferieren schattige Standorte und wachsen normalerweise im Unterholz von Wäldern. Ihr Lebensraum sind hauptsächlich Bergwälder gemäßigter Klimazonen, wo sie gemeinsam mit Laubbäumen stehen.
Die Pflanzenfamilie der Cephalotaxaceae hatte früher eine viel weitere Verbreitung mit vielen Arten. An Fossilien kennt man Exemplare aus dem Jura in Grönland, aus dem Miozän und Pliozän aus Europa und dem nordwestlichen Nordamerika.
Es gibt elf (acht bis zwölf) Cephalotaxus-Arten:
- Fortunes Kopfeibe (Cephalotaxus fortunei Hook.): Die etwa zwei Varietäten gedeihen China und im nördlichen Myanmar in Höhenlagen von 200 bis 3700 Metern.
- Cephalotaxus griffithii Hook.: Es ist ein Endemit der Mishmi-Berge in Assam.
- Cephalotaxus hainanensis H.L.Li: Sie kommt nur auf der Insel Hainan und vielleicht in Guangdong sowie Guangxi.
- Japanische Kopfeibe oder Harringtons Kopfeibe (Cephalotaxus harringtonia (Knight ex J.Forbes) K.Koch): Naturstandorte befinden sich in sommergrünen Laubwäldern in Höhenlagen von 600 bis 1000 Metern in Japan und Korea. Es gibt etwa zwei Varietäten und viele Kulturformen, da sich diese Art schon lange in Japan und China in Kultur befindet.
- Cephalotaxus koreana Nakai: Die Heimat ist China und Korea.
- Cephalotaxus lanceolata K.M.Feng: Es ist ein Endemit des nordwestlichen Yunnan (Gongshan Drungzu Nuzu Zizhixian oberhalb des Dulongjiang) und nördlichen Myanmar in Höhenlagen von etwa 1900 Metern.
- Cephalotaxus latifolia W.C.Cheng & L.K.Fu ex L.K.Fu et al.: Sie gedeiht in Bergregionen in Höhenlagen von 900 bis 2400 Metern in China.
- Cephalotaxus mannii Hook.: Es ist ein Endemit der Khashia-Berge in Indien. In der Flora of China einschließlich Cephalotaxus hainanensis H.L.Li und Cephalotaxus griffithii Hook. dann einschließlich deren Verbreitung.
- Cephalotaxus oliveri Masters: Sie gedeiht in Höhenlagen von 300 bis 1800 Metern in den chinesischen Provinzen nördliches Guangdong, Guizhou, westliches Hubei, Hunan, östliches Jiangxi, südliches sowie westliches Sichuan und östliches Yunnan.
- Chinesische Kopfeibe (Cephalotaxus sinensis (Rehder & E.H.Wilson) H.L.Li): Sie gedeiht in China in Höhenlagen von 600 und 2300 Metern (in Yunnan bis 3200 Meter).
- Cephalotaxus wilsoniana Hayata: Sie gedeiht in Höhenlagen von 1400 bis 3000 Metern nur im zentralen sowie nördlichen Taiwan (Formosa).

## Nutzung
Bei einigen Cephalotaxus-Arten wird das Holz als Bauholz oder auch als Feuerholz genutzt. Das Holz von Cephalotaxus koreana wird weltweit gehandelt.
In Indien wird aus den Samen Öl gewonnen, das medizinisch verwendet wird. Einige Inhaltsstoffe wurden hinsichtlich ihrer medizinischen, vor allem antikarzinogenen, Wirkungen untersucht.
Der vollreife Arillus einiger Arten wird roh gegessen. Samen weniger Arten werden roh oder gegart gegessen. Aus den Samen von Cephalotaxus harringtonia var. drupacea lässt sich Lampenöl gewinnen.
Einige Cephalotaxus-Arten und ihre Sorten sind Zierpflanzen für Parks und Gärten. Eine auffällige Sorte ist die Säulen-Kopfeibe (Cephalotaxus harringtonia ‘Fastigiata’).